# كيفن جيمس (لاعب كرة قدم)
كيفن جيمس (بالإنجليزية: Kevin James)‏ (3 يناير 1980 في المملكة المتحدة - ) هو لاعب كرة قدم بريطاني في مركز الوسط. لعب مع تشارلتون أثلتيك وسويندون تاون وغريمسبي تاون ونادي غيلينغهام ونادي كرولي تاون ونادي والسول ونوتينغهام فورست ويوفل تاون ونادي وكينغ ونادي تشيلمسفورد ودولويتش هاملت ونادي بوسطن يونايتد وويلينج يونايتد.

## وصلات خارجية
- كيفن جيمس على موقع قاعدة بيانات كرة القدم.إي يو (الإنجليزية)
- كيفن جيمس على موقع Soccerbase.com (لاعب) (الإنجليزية)